# Martine Maelschalck
 (février 2023).
Il peut être nécessaire de l'améliorer pour respecter le principe de neutralité de point de vue. 

Martine Maelschalck, née en 1959 à Bruxelles, est une journaliste, écrivain, chroniqueuse et conférencière et femme politique belge, membre du Mouvement réformateur.
Elle a été directrice de la communication du ministre belge du Budget Hervé Jamar.  
Elle était auparavant éditorialiste en chef et rédactrice en chef du quotidien belge économique et financier l'Écho (2006-2014). Elle était aussi chroniqueuse dans diverses émissions à la télévision et à la radio. 
Martine Maelschalck est licenciée en journalisme et communication sociale (ULB).Elle rejoint le quotidien l'Écho en 1985 et suit notamment l'OPA sur la Société Générale de Belgique en 1988.
Après un passage dans la communication et au magazine Trends-Tendances, elle revient à l'Écho en 2004, où elle occupe le poste de rédactrice en chef entre 2006 et 2013.
Martine Maelschalck est coauteur du livre Banqueroute. Comment Fortis a ébranlé la Belgique, paru chez Racine en 2009.
En mars 2018, elle annonce sa candidature aux élections communales d'octobre 2018 sur la liste MR d'Auderghem où elle occupera la deuxième place. Elle est élue conseillère communale d'Auderghem lors des élections du 14 octobre 2018.
En mars 2023, elle publie un livre de souvenirs, Une journaliste au cœur de l'actu, chez Luc Pire. 